# Gamla Norrbro

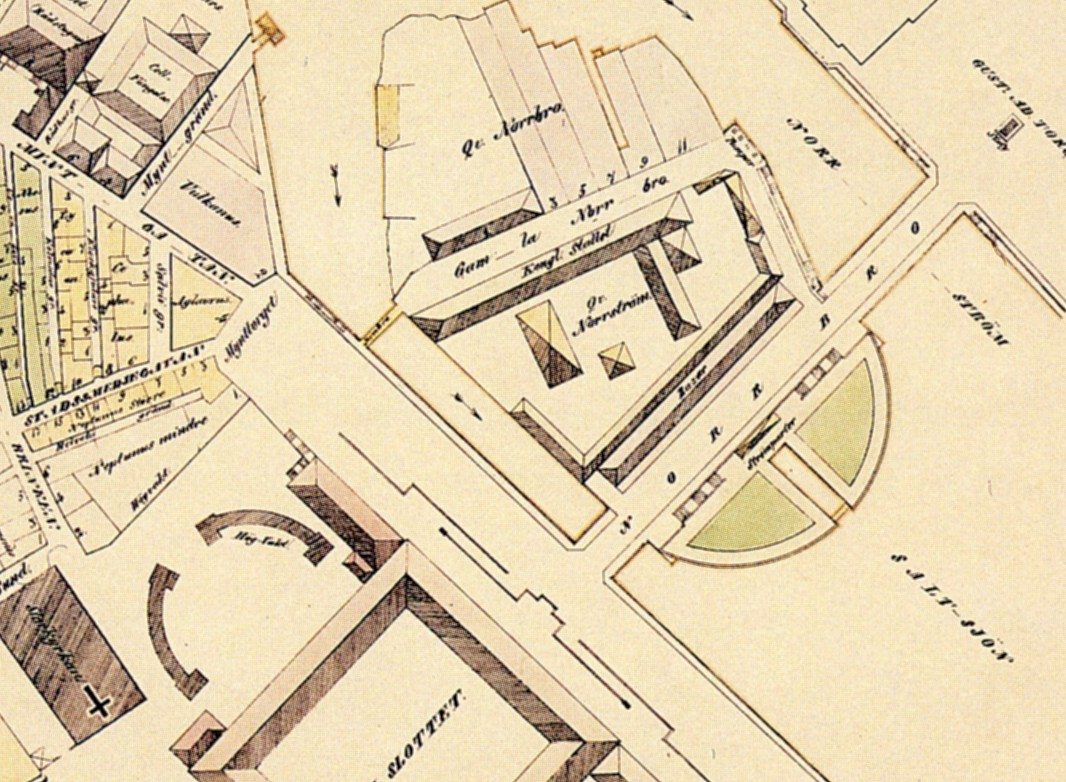
Helgeandsholmen 1848.

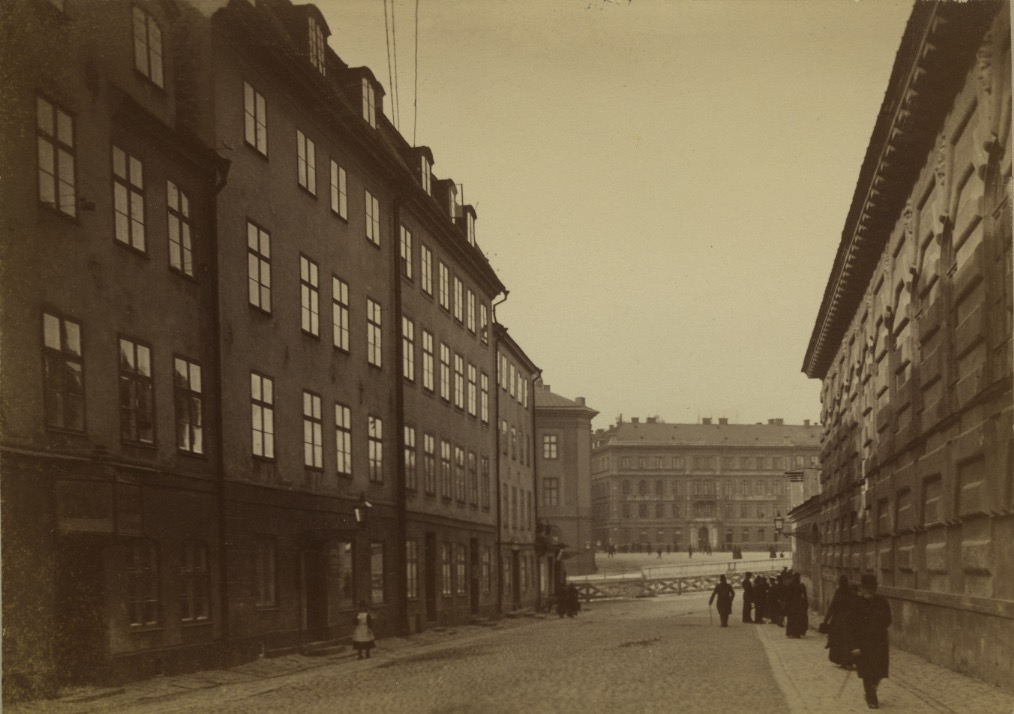
Gamla Norrbro den 9 april 1892.

Gamla Norrbro (ursprungligen Norrbrogatan) var en gata med två broar på Helgeandsholmen i Stockholm. Gatan försvann när man på 1890-talet rev byggnaderna på Helgeandsholmens västra del för att där uppföra Riksbyggnaderna, det vill säger byggnaderna för Sveriges riksdag och Sveriges riksbank.

## Historik
Från Helgeandsholmen sträckte sig på 1600-talet flera broar till Norrmalm respektive Stadsholmen. Huvudbron var Norrbrogatan (senare kallad Gamla Norrbro) som gick i en rak linje mellan västra delen av Gustaf Adolfs torg, förbi kungliga stallet och sedan över till dagens Mynttorget.
Enligt en karta från 1848 hade Gamla Norrbro i sydväst en broförbindelse med Mynttorget medan bron till Gustav Adolfs torg var då riven. Gamla Norrbro, hade på östra sidan Hovstallet och på den västra flera bostadshus (nr. 1, 3, 5, 7, 9 och 11). I anslutning till dessa fastigheter låg åt sjösidan det Lorentzska badet. Om Norrbrogatans gamla sträckning minner idag den diagonala gångvägen över Riksplan framför Riksdagshuset.